# Memórias Quase Póstumas de Machado de Assis
Memórias quase póstumas de Machado de Assis é um romance de Álvaro Cardoso Gomes publicado pela Editora FTD, no ano de 2014. O romance apresenta Machado de Assis, Sentindo que ia morrer, decide registrar num caderno alguns fatos relevantes de sua vida. O livro fez tanto sucesso, que em 2015, ganhou um Prêmio jabuti na categoria Juvenil. 

## Sinopse
Sentindo que ia morrer, Machado de Assis decide escrever num caderno alguns fatos importantes de sua vida: a infância pobre, a relação com a família, a lenta ascensão social, o amor por Carolina, além de sua trajetória de escritor. Este foi o assunto para a criação desta obra, na qual, entremeando fatos reais e ficcionais, Machado de Assis é mostrado na intimidade do dia a dia. Conta também sobre sua amizade com os escritores de seu tempo, como José de Alencar, Manuel Antônio de Almeida e Euclides da Cunha.

## Personagens principais
- Machado de Assis.

- Carolina.

- Hermenegildo.

- José de Alencar.

- Manuel Antônio de Almeida.

- Euclides da Cunha.

## Prêmios
| Prêmio        | Ano  | Posição  | Categoria |
| ------------- | ---- | -------- | --------- |
| Prêmio Jabuti | 2015 | 3a lugar | Juvenil   |